# Musée national d'Écosse

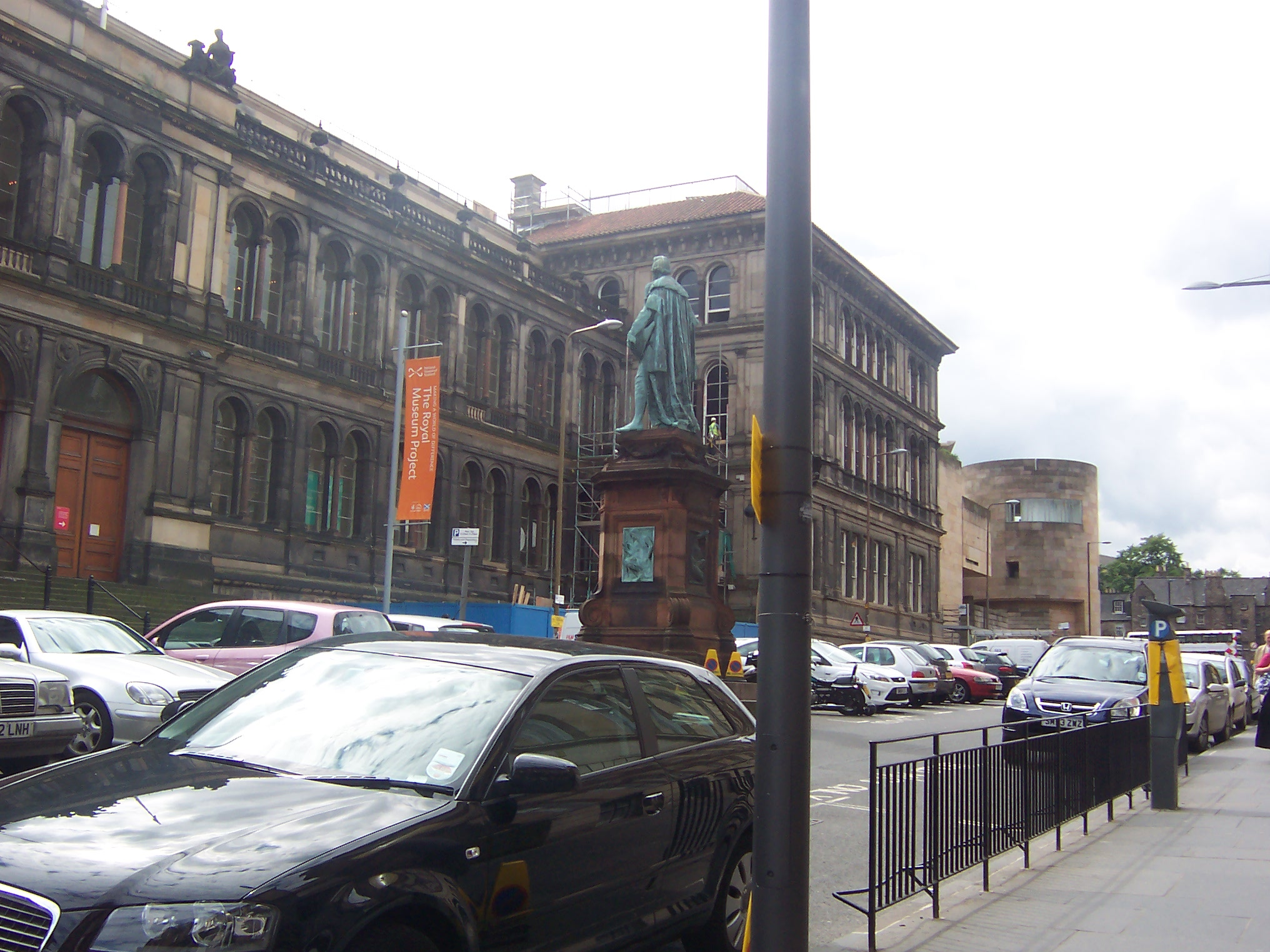
Le bâtiment du musée royal, faisant partie du musée national d'Écosse.

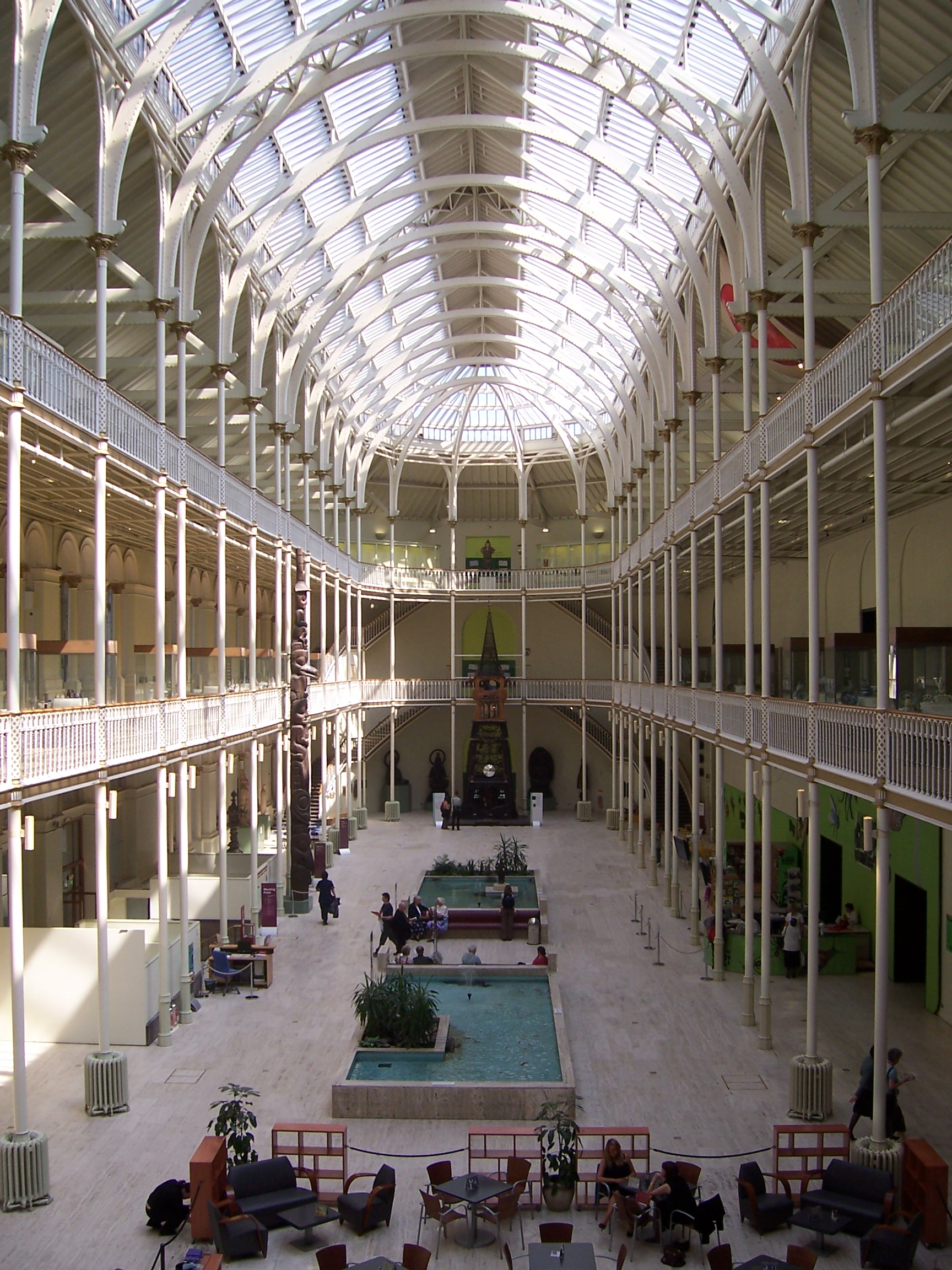
Hall du Musée Royal d'Écosse

Le musée national d'Écosse (en anglais : National Museum of Scotland) est créé en 2006 à la suite de la fusion du musée de l'Écosse (ouvert en 1998) consacré à l'histoire, aux antiquités, au peuple et à la culture de l'Écosse et le musée royal (Royal Museum) adjacent avec des collections sur la science, la technologie, l'histoire naturelle et les cultures du monde.
Les deux bâtiments reliés se situent à côté de l'autre sur la Chambers Street près du carrefour avec le pont George IV (en), dans le centre d'Édimbourg. Le musée national d'Écosse fait partie des musées nationaux d'Écosse (en), et l'entrée à ses bâtiments est gratuite.
Son histoire a commencé en 1858 avec la donation au gouvernement de la collection de la Society of Antiquaries of Scotland, et la création du National Museum of Antiquities of Scotland.

## Musée de l'Écosse

### Histoire
L'architecture du bâtiment créé par Benson & Forsyth mélange des formes géométriques et formes inspirées de Le Corbusier, mais a également de nombreuses références à l'Écosse, telles la forme de broch et les créneaux. Le bâtiment est recouvert de grès doré de Moray, une référence à la géologie écossaise,. Le bâtiment a été nommé au Prix Stirling 1999.

## Musée royal

### Histoire et architecture
La construction commence en 1861 et se déroule en plusieurs phases: une première section du bâtiment est complétée en 1866, une deuxième en 1874, et le bâtiment est terminé avec son aile Ouest en 1888. Le bâtiment a été conçu par le capitaine Francis Fowke du Corps des ingénieurs royaux, qui a également construit le Royal Albert Hall. L'extérieur, d'inspiration vénitienne de la Renaissance, contraste avec le hall principal, inspiré du Crystal Palace,. Au départ, une grande partie de ses collections sont venues du musée de l'université d'Édimbourg; il y a même un pont reliant le musée aux vieux bâtiments de l'université. Les étudiants considèrent les collections comme les leurs, et le conservateur trouverait souvent les objets exposés modifiés ou même manquants. Le « bouquet » eut lieu dans les années 1870, quand les étudiants qui faisaient une fête ont constaté que le musée donnait également une réception pour les notables de la ville, et avaient stocké des rafraîchissements sur le pont. Quand le musée se rendit compte que les boissons manquaient, le pont fut muré dès le lendemain et l'est resté depuis. Ses histoires paranormales 
Plusieurs extensions à l'arrière du musée l'ont prolongé en 1932, 1954,1965 et 1998. Le musée ferme pour rénovations en 2008 et ré-ouvre ses portes en 2011,.

## Collections
Le musée royal contient des objets façonnés dans le monde entier, relatifs à la géologie, l'archéologie, l'histoire naturelle, la science, la technologie et l'art. Un des objets les plus remarquables est la brebis Dolly, le premier clone réussi d'un mammifère à partir d'une cellule adulte. Les autres attractions principales du musée concernent entre autres l'Histoire de l'Égypte antique, un squelette suspendu de baleine et l'horloge du Millénium.
Le bâtiment le plus récent présente l'histoire écossaise selon un agencement chronologique, de la préhistoire au début de la période médiévale au rez-de-chaussée, et les périodes ultérieures dans les étages. Le bâtiment ancien, d'architecture victorienne, rouvert en 2011, comprend quatre zones couvrant l'histoire naturelle et les cultures du monde, avec des galeries sur le Pacifique Sud, l'Asie de l'Est et l'Égypte ancienne, l'art et le design européens, ainsi que la science et la technologie.
La Grande Galerie contient une variété de grands objets, avec une exposition permanente appelée « Fenêtre sur le monde » s'élevant sur quatre étages, présentant plus de 800 pièces représentatives de la collection. Puis, au rez-de-chaussée, la galerie « Découvertes », montre des objets liés aux « Écossais remarquables dans les domaines de l'invention, de l'exploration et de l'aventure ». 
Parmi les artefacts notables figurent :
- Le relief assyrien du roi Assurnasirpal II et d'un fonctionnaire de la cour ;
- Le reliquaire de Monymusk ;
- Le trésor de l'île de St Ninian (en) ;

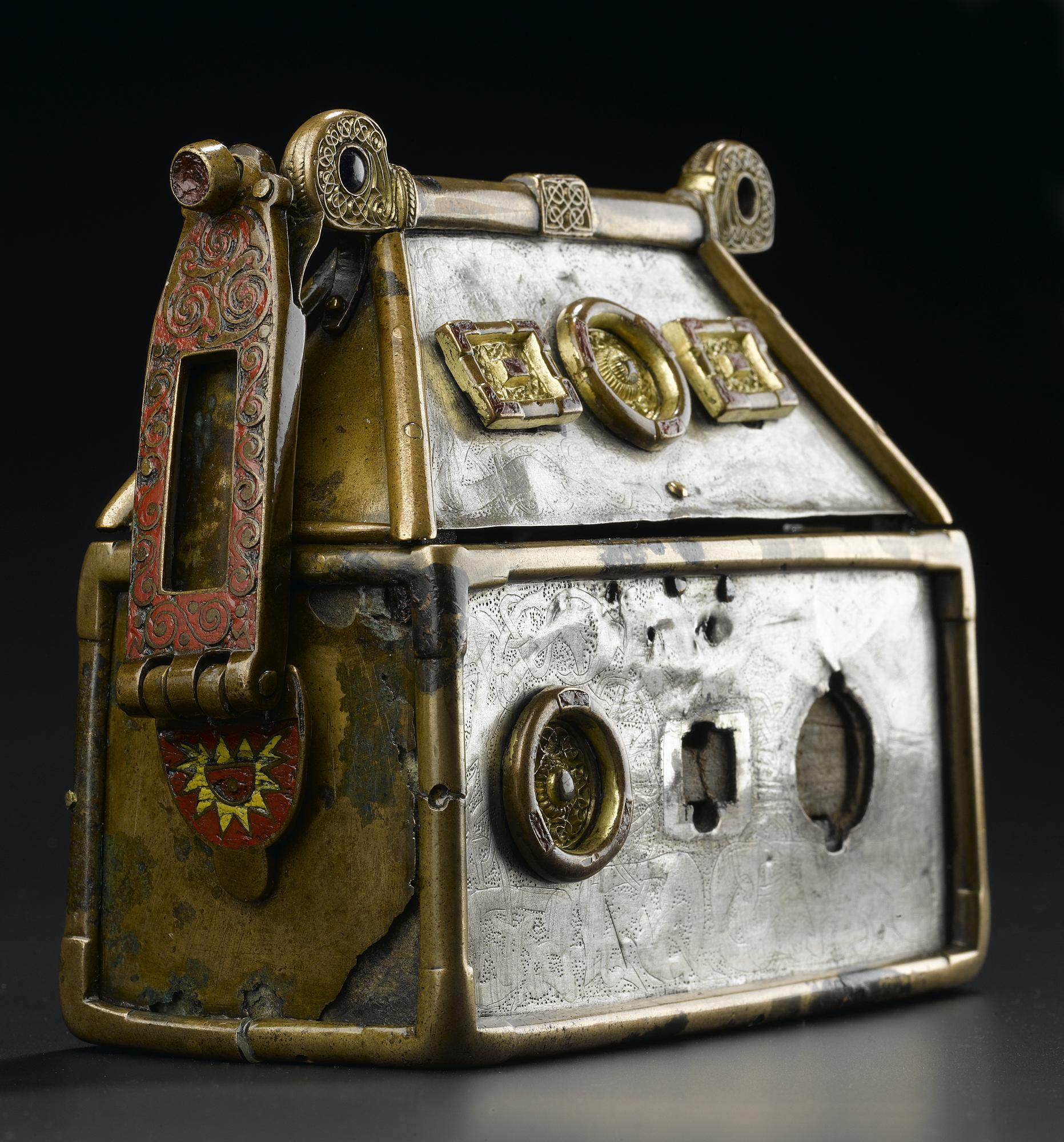
Le reliquaire de Monymusk, VIIIe siècle.
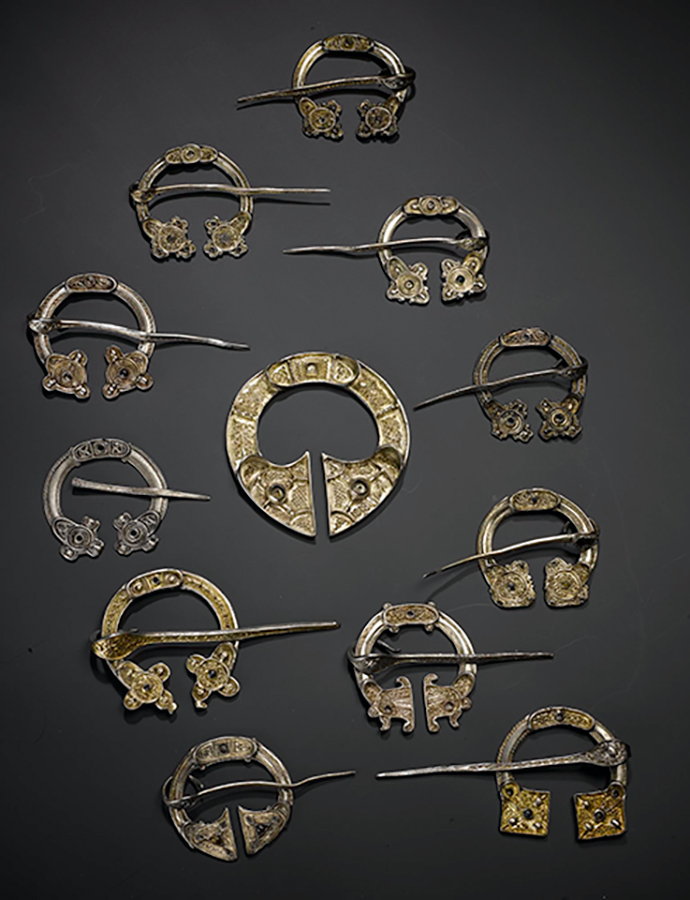
Broches du trésor de l'île de St Ninian, horde picte, milieu du VIIIe siècle.
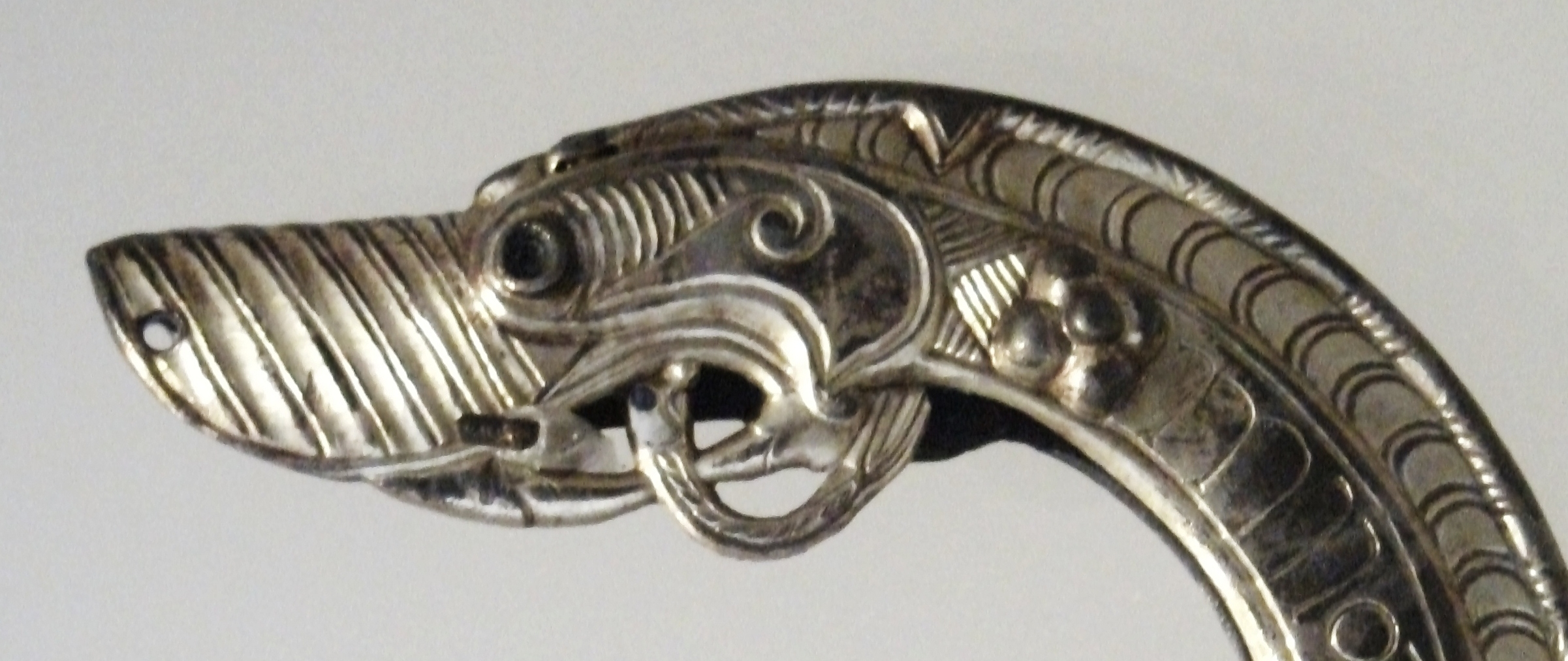
Chape du trésor de l'île de St Ninian, v.  750-825 apr. J.-C.

- 11 des pièces d'échecs de Lewis (d'autres sont au British Museum) ;
- Broches celtiques, dont la broche Hunterston (en) ;
- Casquette et cornes de poney Torrs ;
- Pierres pictes, telles que la pierre Hilton de Cadboll, la pierre Woodwrae et les pierres sculptées de Monifieth ;

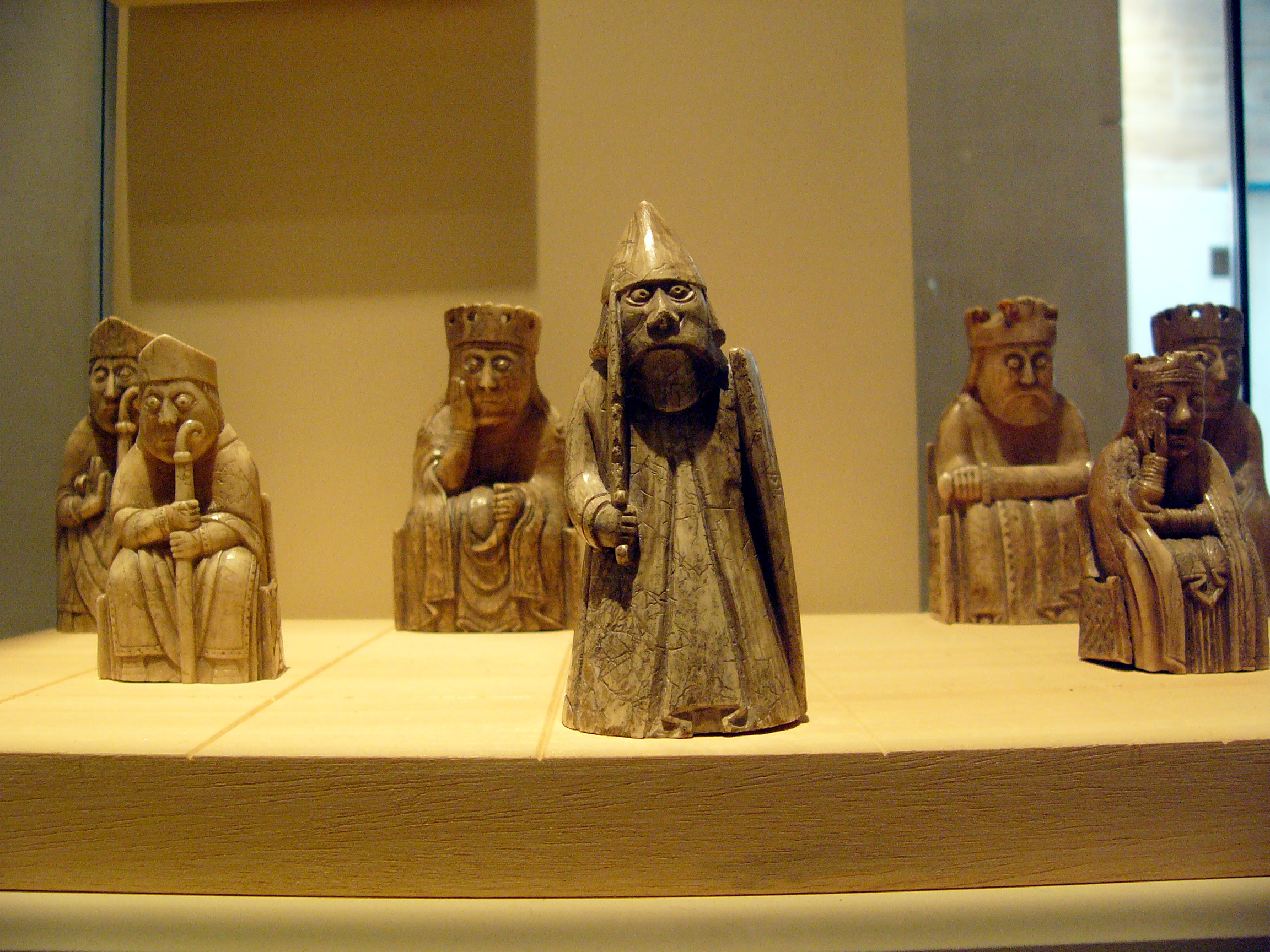
Pièces d'échecs de Lewis, XIIe siècle.
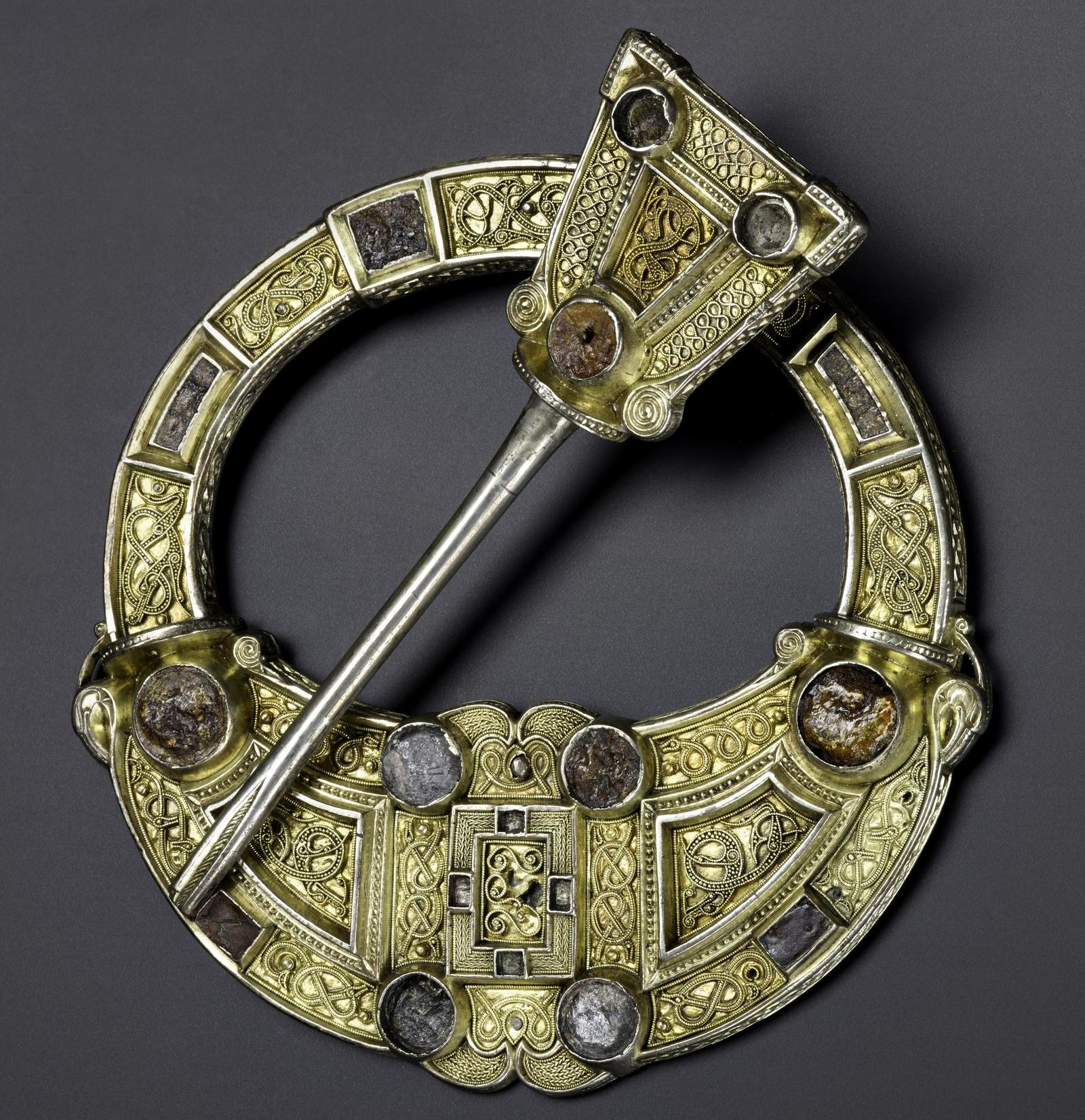
La broche Hunterston, v.  700 apr. J.-C.
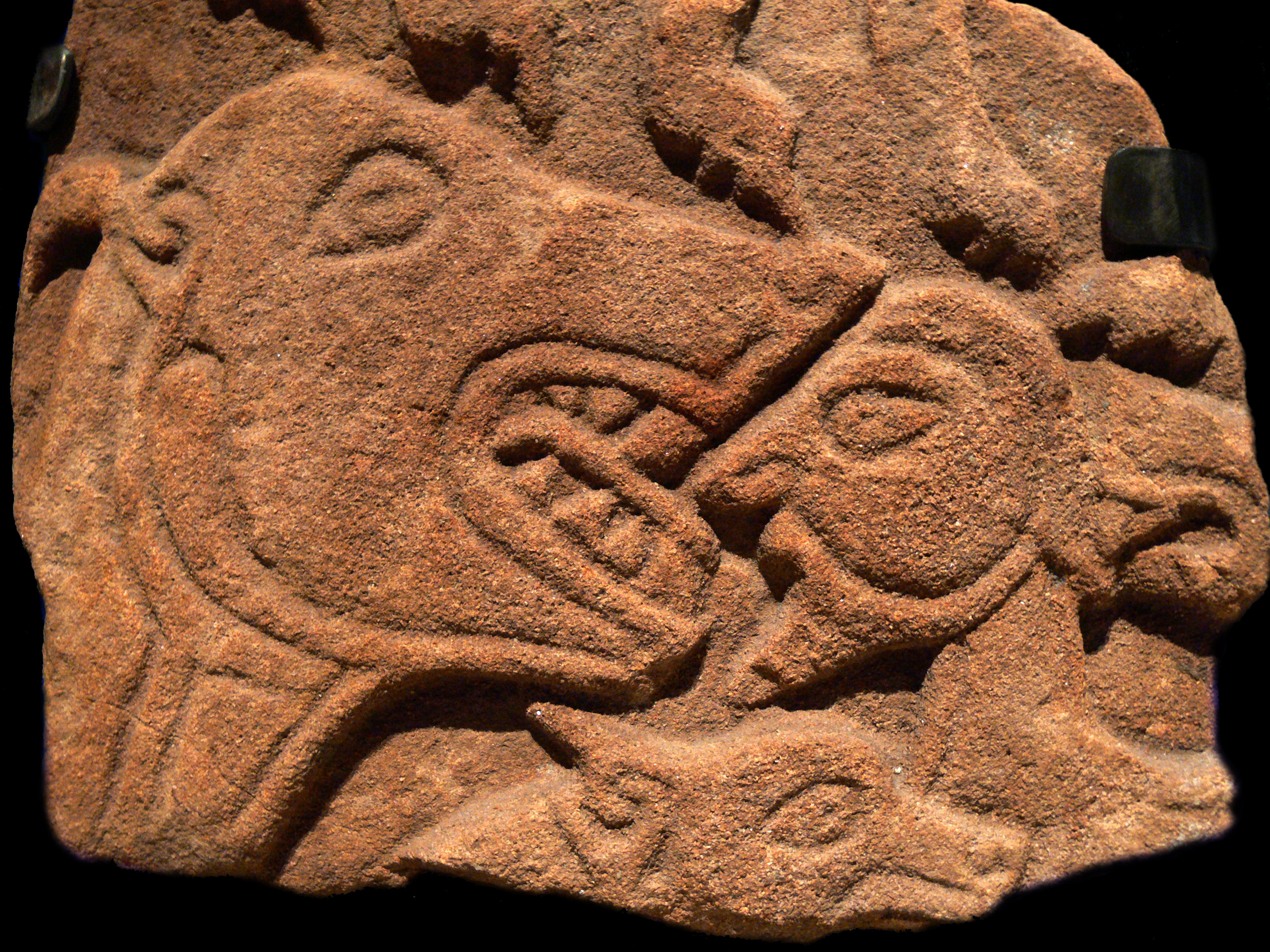
Fragment de la Pierre de Daniel (Daniel Stone), ca. VIIe siècle.

- La lionne Cramond , le casque Newstead et d'autres objets de la frontière romaine ;
- La pierre lunaire ;
- Chaîne Whitecleuch ;
- Trésor de Migdale ;
- Bute mazer ;
- Sculptures de Sir Eduardo Paolozzi abritant des bijoux préhistoriques ;

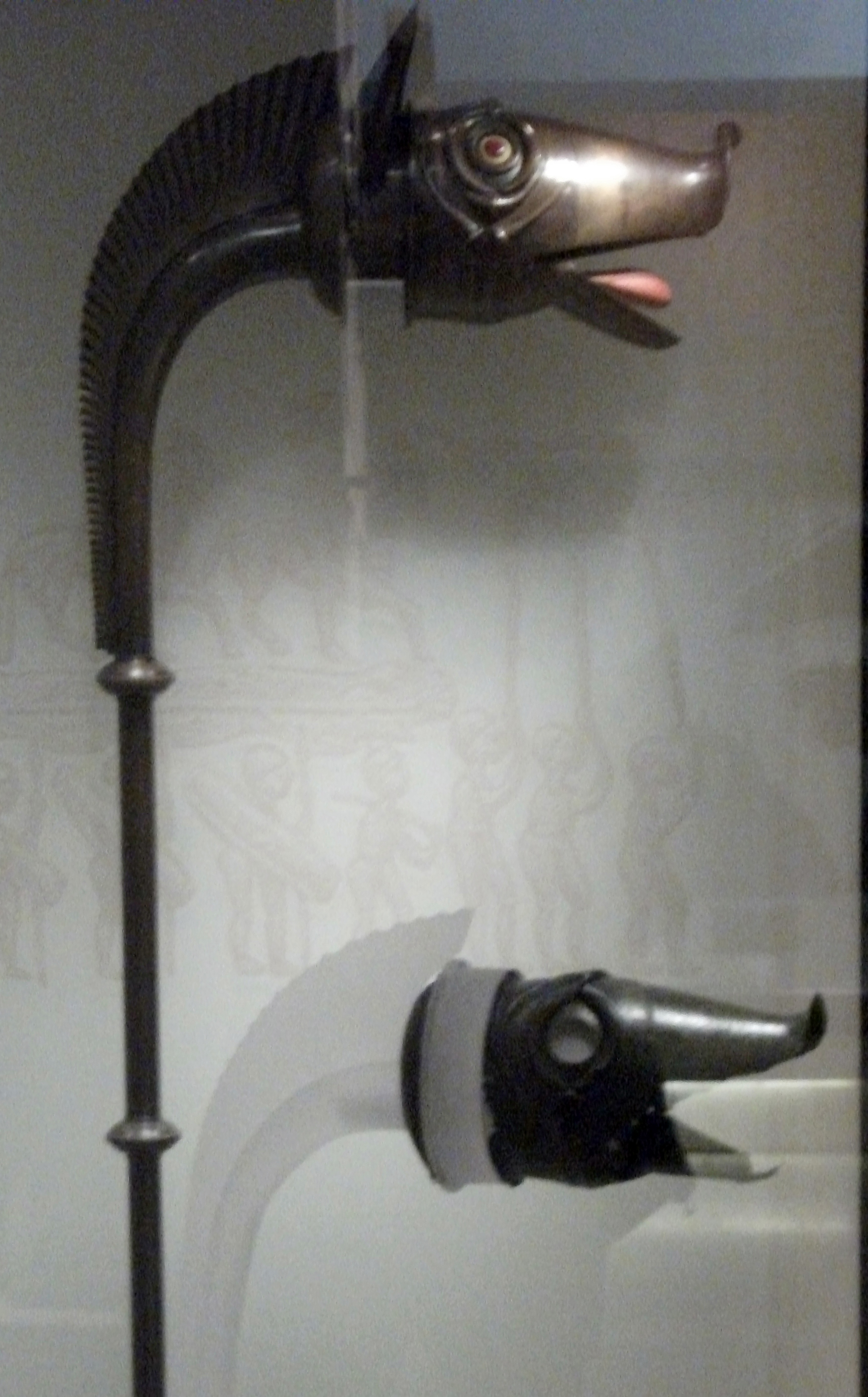
Carnyx de Deskford et reconstruction moderne, v. 80-200 apr. J.-C.
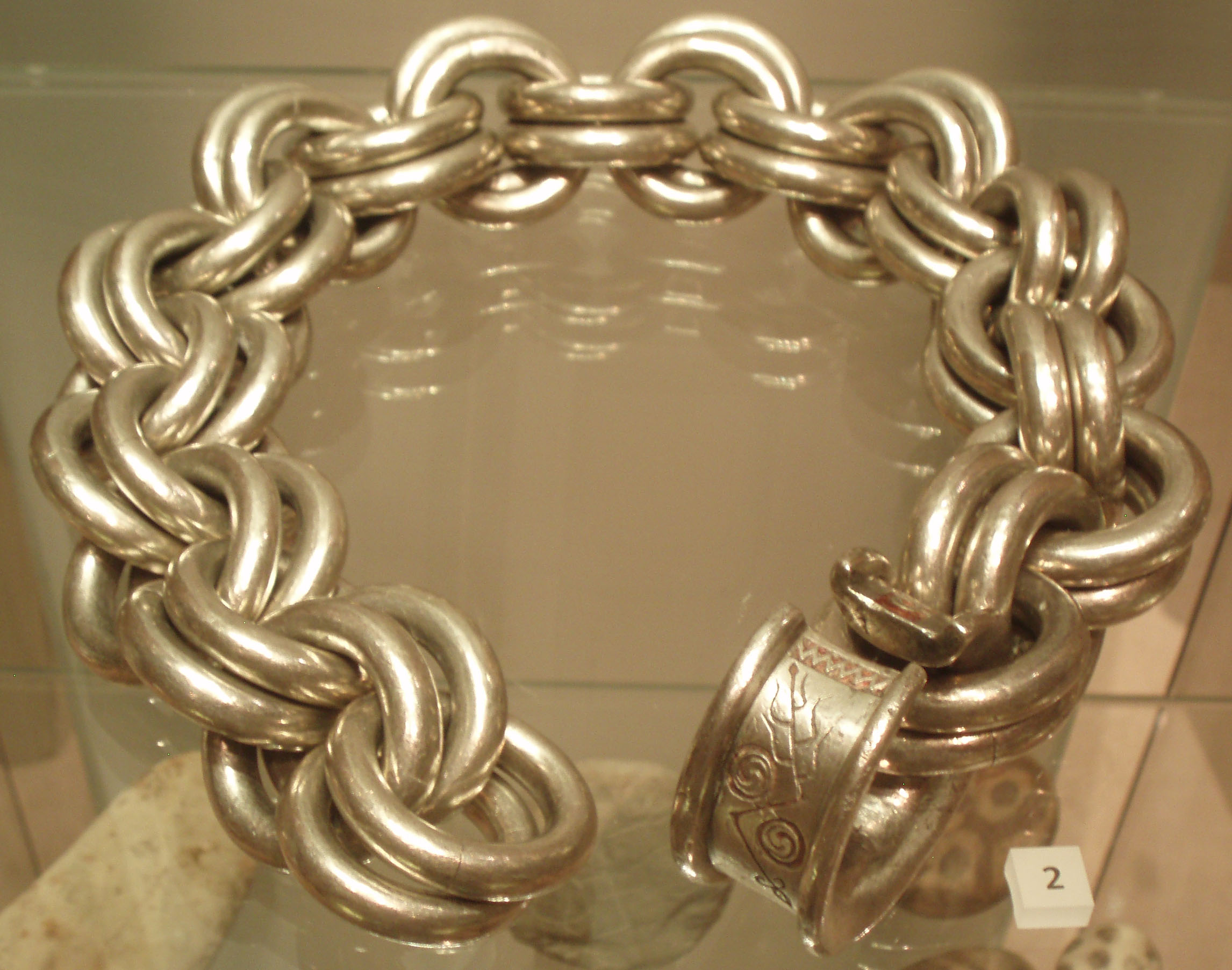
La chaîne Whitecleuch ;  un anneau penannulaire avec des symboles pictes, 400 à 800 apr. J.-C.
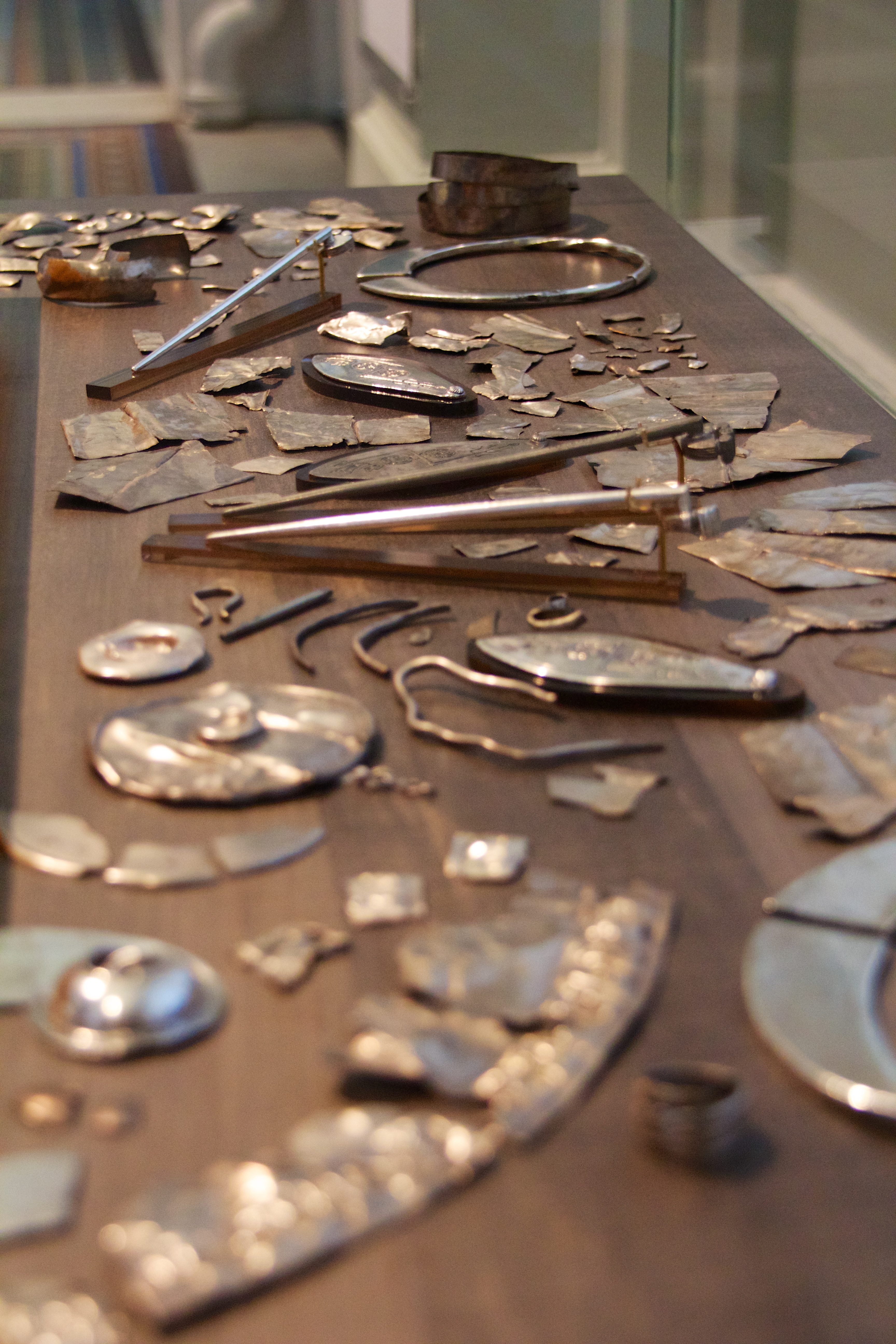
Objets en hacksilver du trésor de la loi de Norrie, VIe siècle
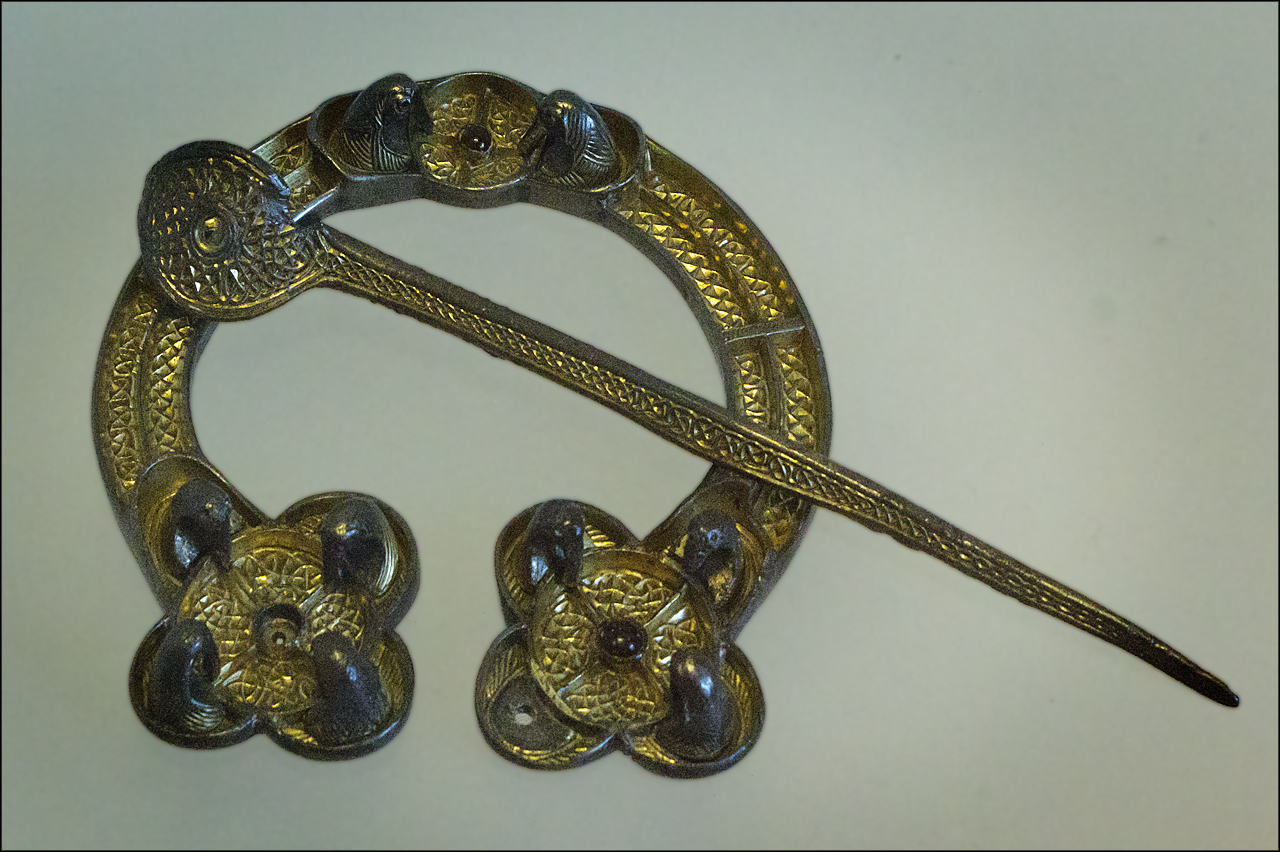
La broche Rogart, VIIIe siècle.
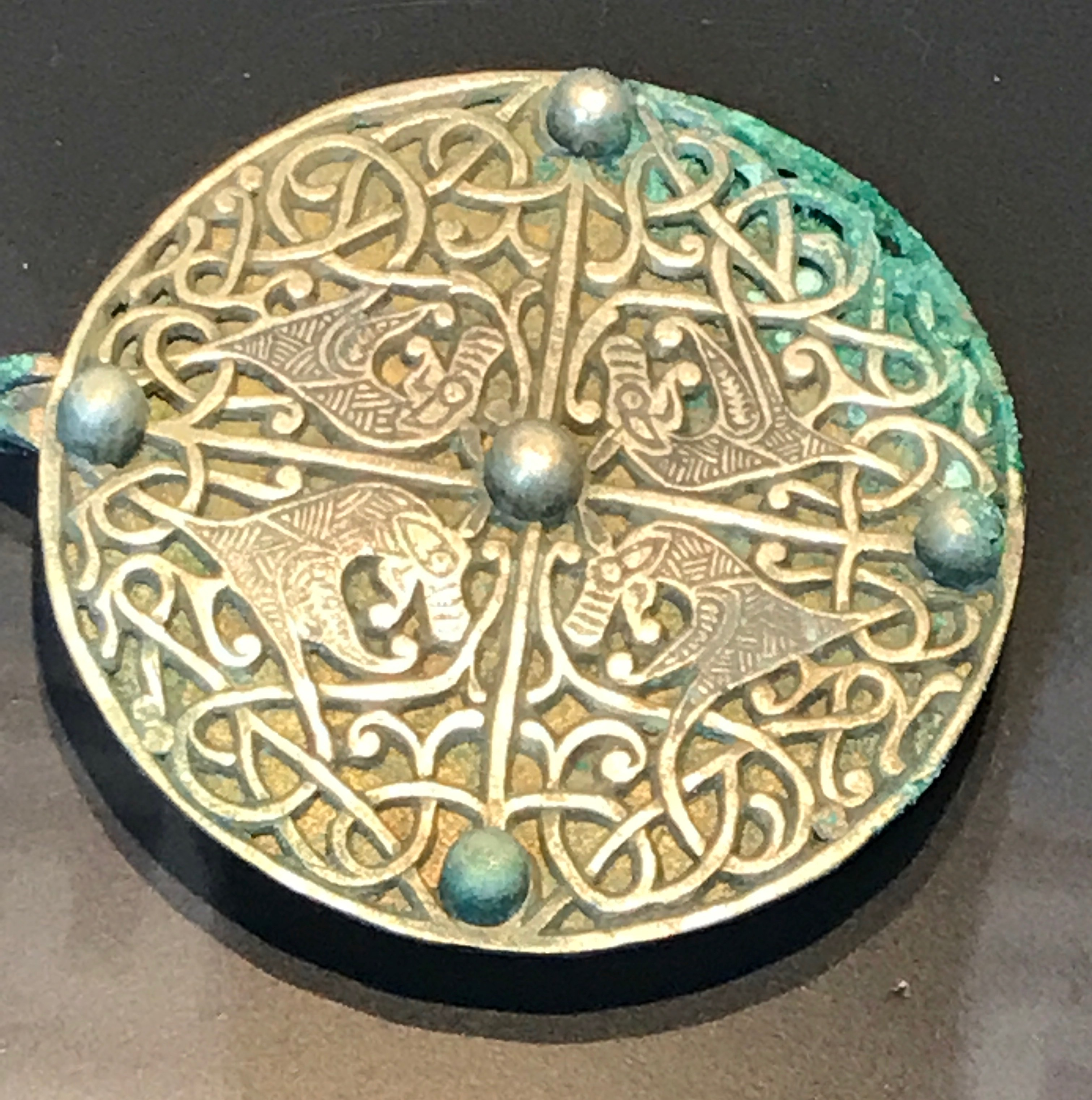
Broche du Galloway Hoard, IXe siècle.
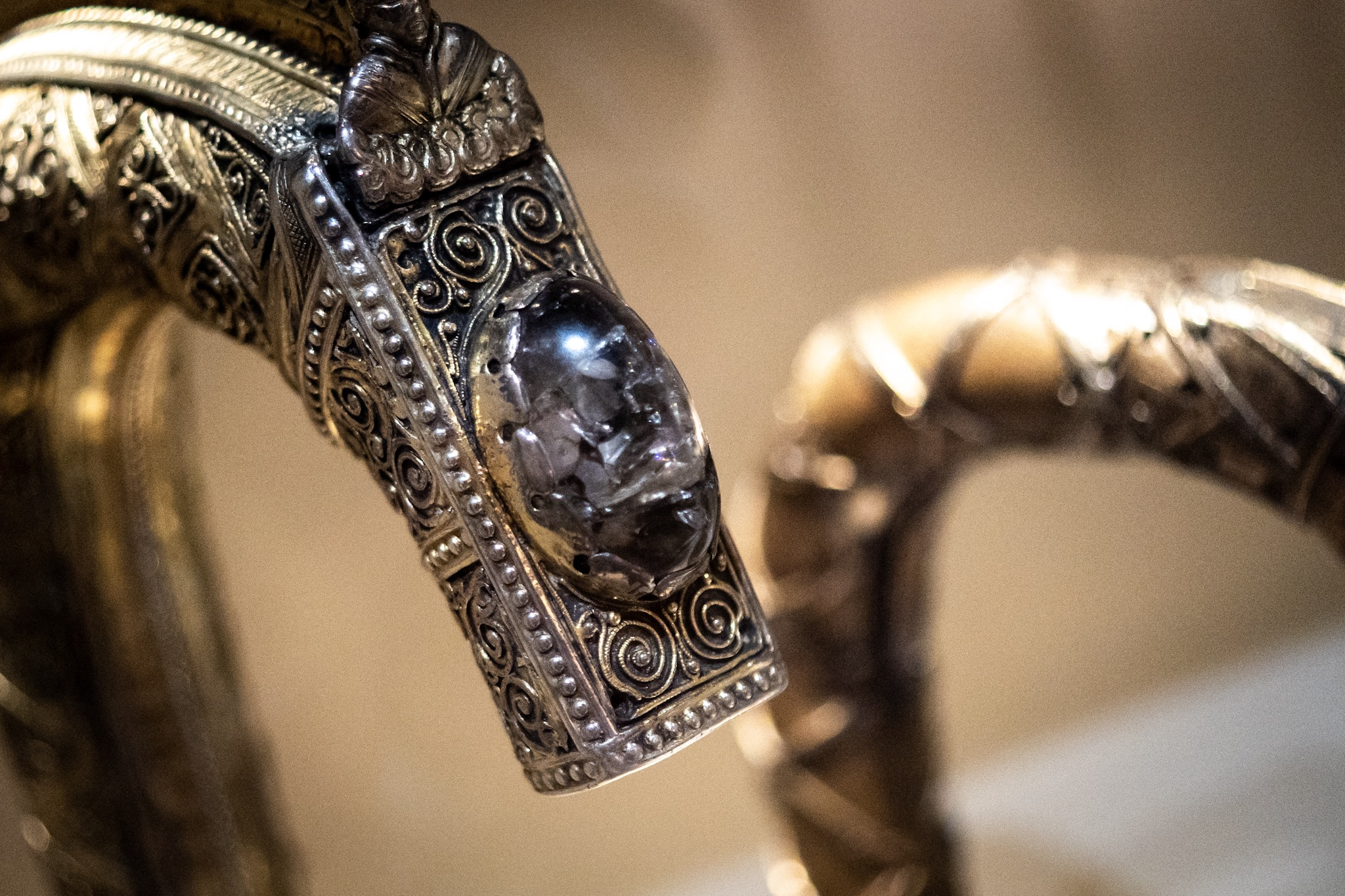
La Croix de Saint Fillan et Le Coigreach, XIIe et XVe siècles.
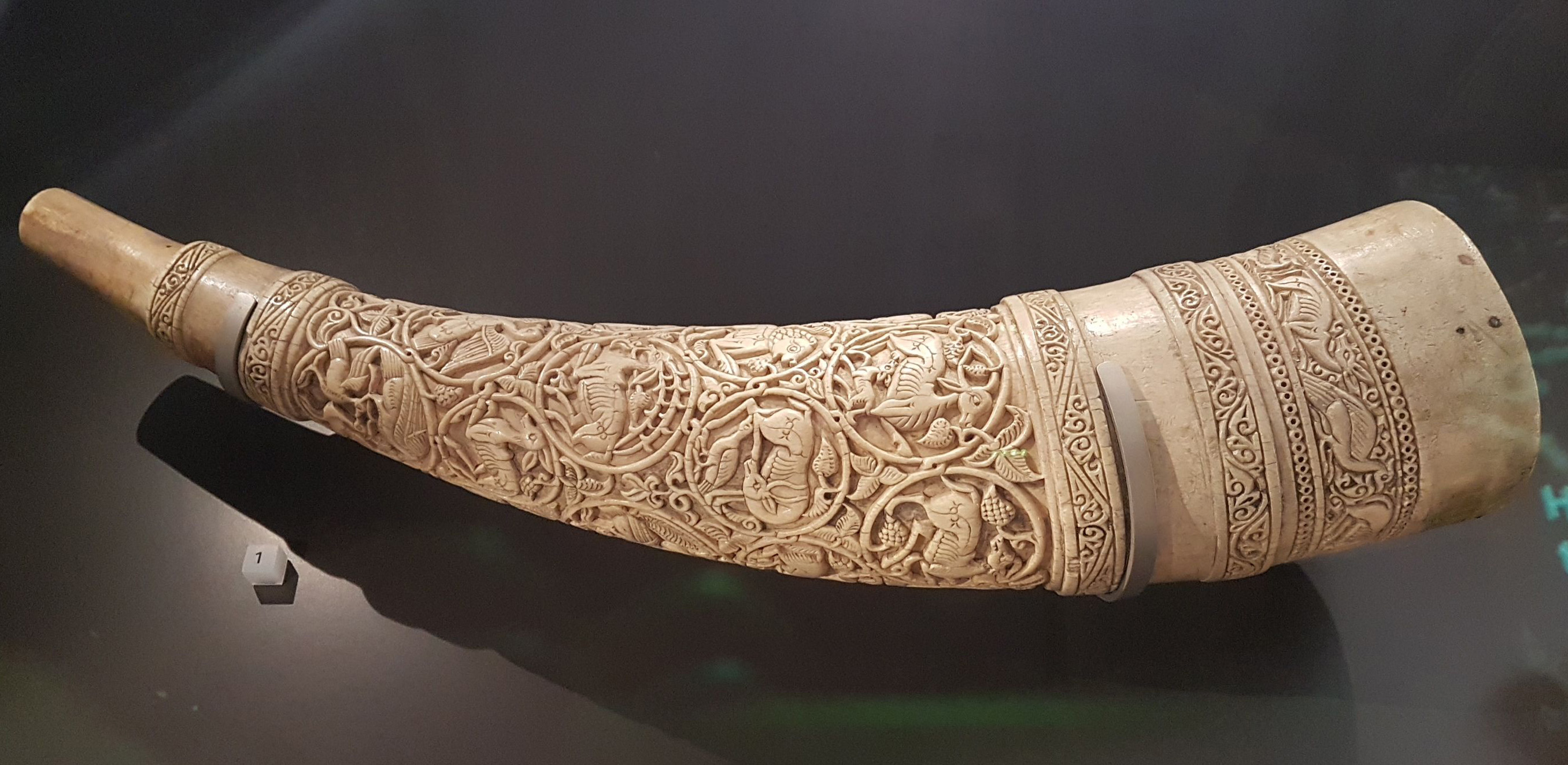
Défense d'éléphant sculptée. Sicile ou Italie du Sud, XIe/XIIe siècle

- Un drapeau de l'Union et un drapeau écossais hissés respectivement par les Hanovriens et les Jacobites lors de la bataille de Culloden ;
- La « Jeune Fille », une des premières formes de guillotine ;

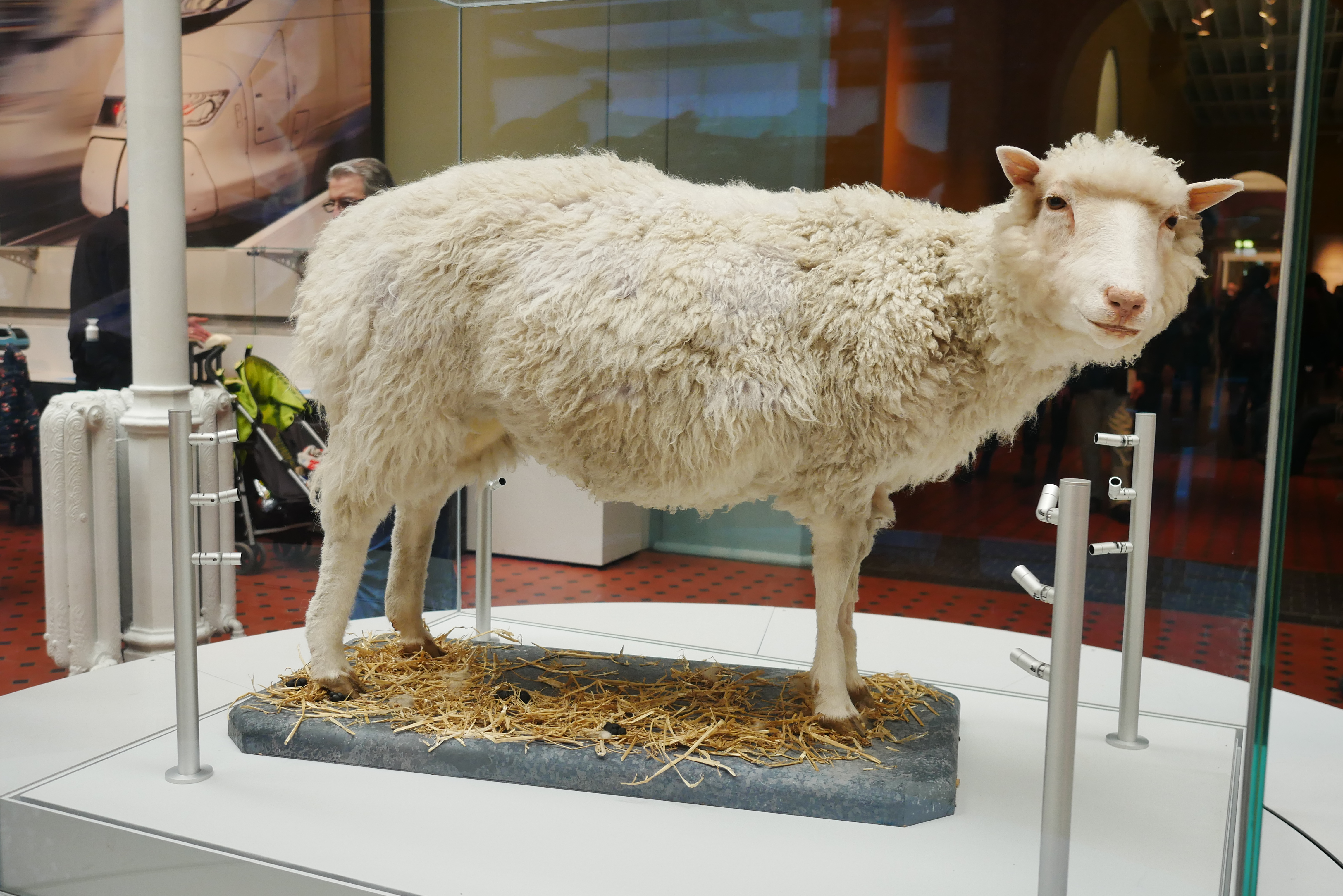
Taxidermie de la brebis Dolly.

- Les restes empaillés de la brebis Dolly[15], premier clone de mammifère de l'histoire ;
- Peintures de Margaret MacDonald ;
- Sculptures d'Andy Goldsworthy, inspirées des travaux du géologue écossais James Hutton ;
- Figure ballachulienne ;
- Le trésor de Galloway ;
- Le coffre Darien, utilisé pour stocker de l'argent et des documents dans le cadre du programme Darien ;
- Une ceinture en argent offerte à la fermière Margaret Hardie par le comte de Lauderdale.